# Каракундуска
Каракундуска — река в России, протекает по Тобольскому району Тюменской области. Устье реки находится в 4 км от устья по правому берегу реки Исток, впадающей справа в Иртыш в 680 км от устья. Длина реки составляет 12 км.

## Данные водного реестра
По данным государственного водного реестра России относится к Иртышскому бассейновому округу, водохозяйственный участок реки — Иртыш от впадения реки Ишим до впадения реки Тобол, речной подбассейн реки — бассейны притоков Иртыша от Ишима до Тобола. Речной бассейн реки — Иртыш.
Код объекта в государственном водном реестре — 14010400112115300012960.